# FK Mošćanica Sarajevo
FK Mošćanica je bosanskohercegovački nogometni klub iz Sarajeva. Trenutačno se natječe u Drugoj nogometnoj ligi Federacije Bosne i Hercegovine – Centar.

## Povijest
Klub je osnovan 2009. godine. Prvu službenu utakmicu Mošćanica je odigrala 13. rujna protiv ekipe Hrida. Rezultat je bio 5:0 za Mošćanicu. U sezoni 2018./19. osvaja 1. županijsku ligu SŽ.

## Uspjesi
- 1. županijska liga SŽ
  -  (1): 2018./19.

## Vanjske poveznice
- Službena web stranica kluba